# Dürnstein in der Steiermark
Dürnstein in der Steiermark war eine Gemeinde mit 278 Einwohnern (Stand: 31. Oktober 2013)
im politischen bzw. Gerichtsbezirk Murau in der Steiermark.

## Geografie

### Geografische Lage
Dürnstein in der Steiermark liegt ca. 20 km südöstlich von Murau und ca. 5 km nördlich von Friesach. Der Hauptort liegt im Olsatal, unmittelbar bevor sich dieses ins Friesacher Feld öffnet.

### Gliederung
Das ehemalige Gemeindegebiet umfasste die einzige Katastralgemeinde Dürnstein bzw. zwei Ortschaften (in Klammern Einwohnerzahl Stand 1. Jänner 2024):
- Dürnstein in der Steiermark (243)
- Wildbad Einöd (21)

### Ehemalige Nachbargemeinden
Von Norden, im Uhrzeigersinn:
- Sankt Marein bei Neumarkt (Bezirk Murau)
- Mühlen (Bezirk Murau)
- Friesach (Bezirk Sankt Veit an der Glan, Kärnten)

## Geschichte
Das früheste Schriftzeugnis ist von 1144 und lautet „castro Dierenstein“. Der Name geht auf althochdeutsch diorna (edle Frau) und stein (Burg aus Stein) zurück. Der Burgname ging auf die Siedlung über.
Die politische Gemeinde Dürnstein wurde 1849/50 errichtet.
Im Rahmen der steiermärkischen Gemeindestrukturreform ist sie seit 2015 mit den Gemeinden Neumarkt in Steiermark, Kulm am Zirbitz, Mariahof, Perchau am Sattel, Sankt Marein bei Neumarkt und Zeutschach zusammengeschlossen,
die neue Gemeinde führt den geänderten Namen Marktgemeinde Neumarkt in der Steiermark. Grundlage dafür ist das Steiermärkische Gemeindestrukturreformgesetz – StGsrG. Eine Beschwerde, die von der Gemeinde gegen die Zusammenlegung beim Verfassungsgerichtshof eingebracht wurde, war nicht erfolgreich.

## Kultur und Sehenswürdigkeiten

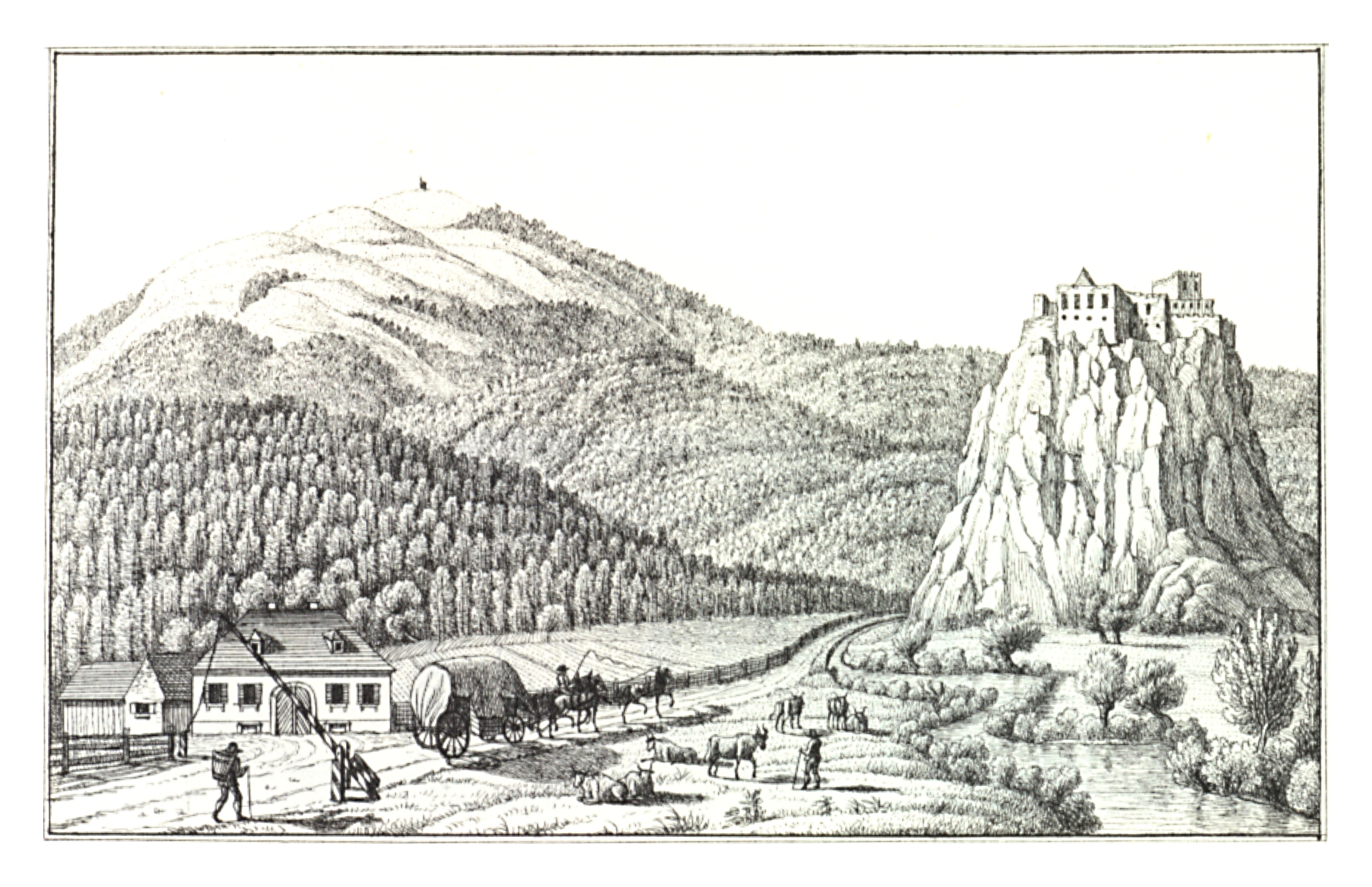
Grenzmaut zwischen Kärnten und Steiermark, um 1820, Lith. Anstalt J.F. Kaiser, Graz

- Burgruine Dürnstein

## Wirtschaft und Infrastruktur
Laut Arbeitsstättenzählung 2001 gab es 11 Arbeitsstätten mit 56 Beschäftigten in der Gemeinde sowie 107 Auspendler und 32 Einpendler. Es gab 21 land- und forstwirtschaftliche Betriebe (davon fünf im Haupterwerb), die zusammen 933 ha bewirtschaften (Stand 1999).

## Politik

### Gemeinderat
Der Gemeinderat bestand aus neun Mitgliedern und setzte sich seit der Gemeinderatswahl 2010 aus Mandataren der folgenden Parteien zusammen:
- 3 ÖVP
- 6 SPÖ

### Wahlergebnisse
Gemeinderatswahl 2010:
- ÖVP 88 Stimmen / 36,97 %
- SPÖ 150 Stimmen / 63,03 %

### Wappen
Die Verleihung des Gemeindewappens erfolgte mit Wirkung vom 1. Jänner 1987.

Blasonierung (Wappenbeschreibung):
„Über Grün in silbernem Schildhaupt ein schreitender gehörnter schwarzer Panther mit offenem Rachen.“

## Persönlichkeiten

### Söhne und Töchter der Gemeinde
- Hugo Spitzer (1854–1936), Philosoph und Soziologe